# Musado
Il musado è un'arte marziale moderna che è divisa in due rami: il musado tradizionale destinato per le persone civili ed il Musado MCS (Military Combat System) destinato per l'esercito e la polizia. Il termine musado (dalla lingua coreana) significa "la via di guerriero". Tuttavia, il musado è un'arte marziale tedesca, basata sulle arti coreane.
Il centro internazionale del musado è localizzato in Dortmund.

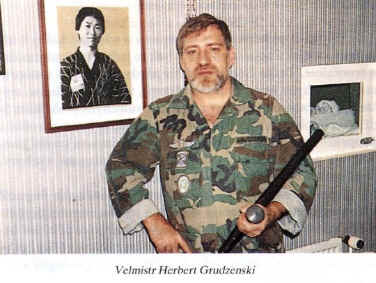
Herbert Grudzenski - il grande maestro ed il fondatore del musado

Il grande maestro del musado è Herbert Grudzenski dalla Germania, gli istruttori principali per la Repubblica Ceca sono Oldřich Šelenberk ed Antonín Sokol.

## Musado tradizionale
Il musado tradizionale deriva dalle arti marziali coreane tradizionali.
L'inizio del musado è datato a partire da 1968.

## Livelli tecnici nel musado tradizionale
Il musado tradizionale ha 6 livelli (1.-6. kup) di studente che sono marcati da colore (vede la tabella). Diversamente dalla maggioranza delle arti marziali lo studente non ha una cintura dall'inizio. Solo al termine del corso che dura 2-4 mesi vi è la capacità di passare l'esame per la cintura bianca.
| grado  | colore  | cintura |
| 6. kup | bianco  |         |
| 5. kup | arancio |         |
| 4. kup | giallo  |         |
| 3. kup | verde   |         |
| 2. kup | blu     |         |
| 1. kup | marrone |         |
| 1. dan | nero    |         |

Le cinture salgono fino al nono dan, dan è marcato sulla cintura con la numerazione romana scritto con le lettere dorate. Nella Repubblica Ceca, il più graduato è Antonín Sokol (4. dan).

## Codice di onore dei professionista di musado
Il codice di onore è una versione moderna del codice di unità antiche coreane Hwarang. 

### Giuramento
- Lealtà al suo proprio paese
- Lealtà all'insegnamento e agli istruttori, riguardo ai genitori
- Fiducia e fraternità fra amici
- Coraggio quando si affronta un nemico.
- Mai uccidere senza motivo.

### Principi morali ed etici
Dopo avere giurato lo studente deve aderire a questi principi morali ed etici (kyohun; termini coreani): 
- in – umanità
- oui – giustizia
- ye – cortesia
- ji – saggezza
- shin – fiducia
- sum – bontà
- duk – virtù
- chung – lealtà
- yong – coraggio

## Musado Military Combat System
Il Musado MCS è un sistema militare di difesa personale e di combattimento corpo a corpo, progettato specialmente per addestramento dell'esercito, della polizia e di altre forze di sicurezza.
Il musado è usato anche nell'addestramento delle unità speciali, per esempio delle unità di guerra aerea, delle brigate di reazione rapida e delle brigate dell'ONU.
Nell'esercito della Repubblica Ceca questo sistema è stato introdotto nel 1993.
Musado MSC non ha alcune regole precisamente date. Tuttavia, con la sua estensione vasta fornisce più di 4000 tecniche e le abilità che con la buona maestria permettono al soldato di fermare un attacco.